# Perossido di calcio
Il perossido di calcio è un composto inorganico con formula CaO2. È un perossido, ovvero contiene due atomi d'ossigeno uniti da un legame covalente. A temperatura ambiente si presenta come un solido bianco-giallastro.

## Produzione
Il perossido di calcio può essere sintetizzato facendo reagire un sale di calcio solubile (come il cloruro di calcio o il nitrato di calcio) con perossido di idrogeno in una soluzione alcalina (di solito idrossido di sodio o ammoniaca). Il sale più utilizzato è l'idrossido di calcio, nella seguente reazione:
{\displaystyle \mathrm {Ca(OH)_{2}+H_{2}O_{2}\longrightarrow CaO_{2}+2\ H_{2}O} }

## Proprietà chimiche
Il perossido di calcio in un ambiente acido reagisce formando perossido di idrogeno, mentre in acqua si decompone producendo ossigeno e ioni calcio.

## Usi
Il perossido di calcio trova impiego nell'industria agricola come fertilizzante, e trova largo impiego nell'acquacoltura come agente ossigenante dell'acqua e disinfettante. Viene usato in modo analogo al perossido di magnesio nei programmi di ripristino ambientale, stimolando la degradazione microcica aerobica degli idrocarburi derivati dal petrolio nei terreni da essi inquinati.

È anche adoperato come additivo alimentare sotto la denominazione E930, come agente sbiancante della farina.